# Bras d’Amales
Bras d’Amales ist ein Bach auf der Insel Réunion, einem französischen Übersee-Département im Südwesten des Indischen Ozeans.

## Geographie
Der Bach entspringt im Cirque de Salazie im Gemeindegebiet von Salazie auf einer Höhe von etwa 1500 Metern und fließt von dort über 1,68 Kilometer in nördlicher Richtung. Er fließt am westlichen Ortsrand von Hell-Bourg entlang, wo er von zwei Ortsstraßen überbrückt wird. An seinem rechten Ufer befindet sich dort das Gelände des Hôtel des Salazes. Kurze danach mündet er auf einer Höhe von etwa 860 Metern von rechts in den Bras Sec.